# موكب يوم النصر في موسكو

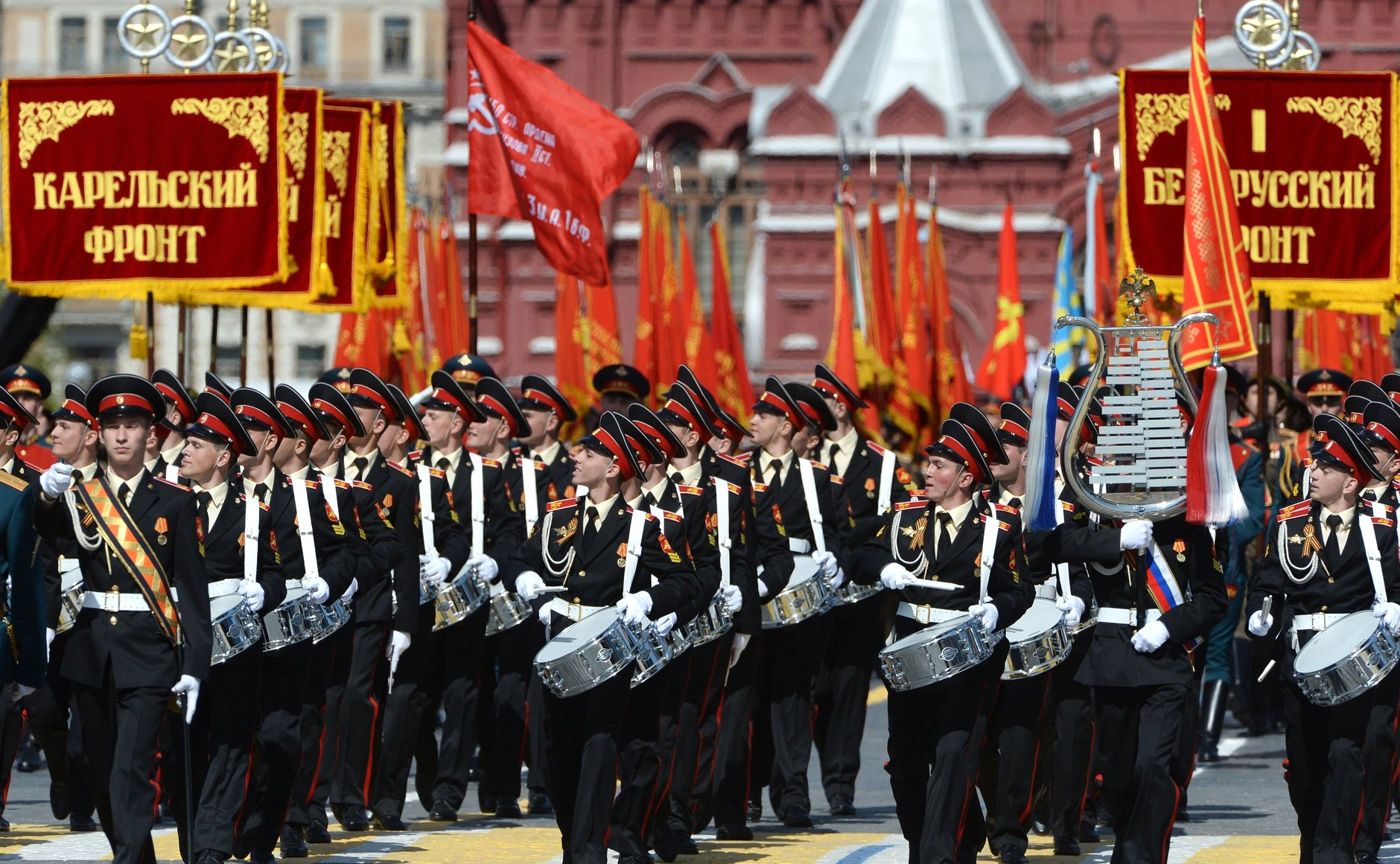
طلاب كلية موسكو العسكرية للموسيقى في مقدمة العرض العسكري في اليوبيل البلاتيني في عام 2015.

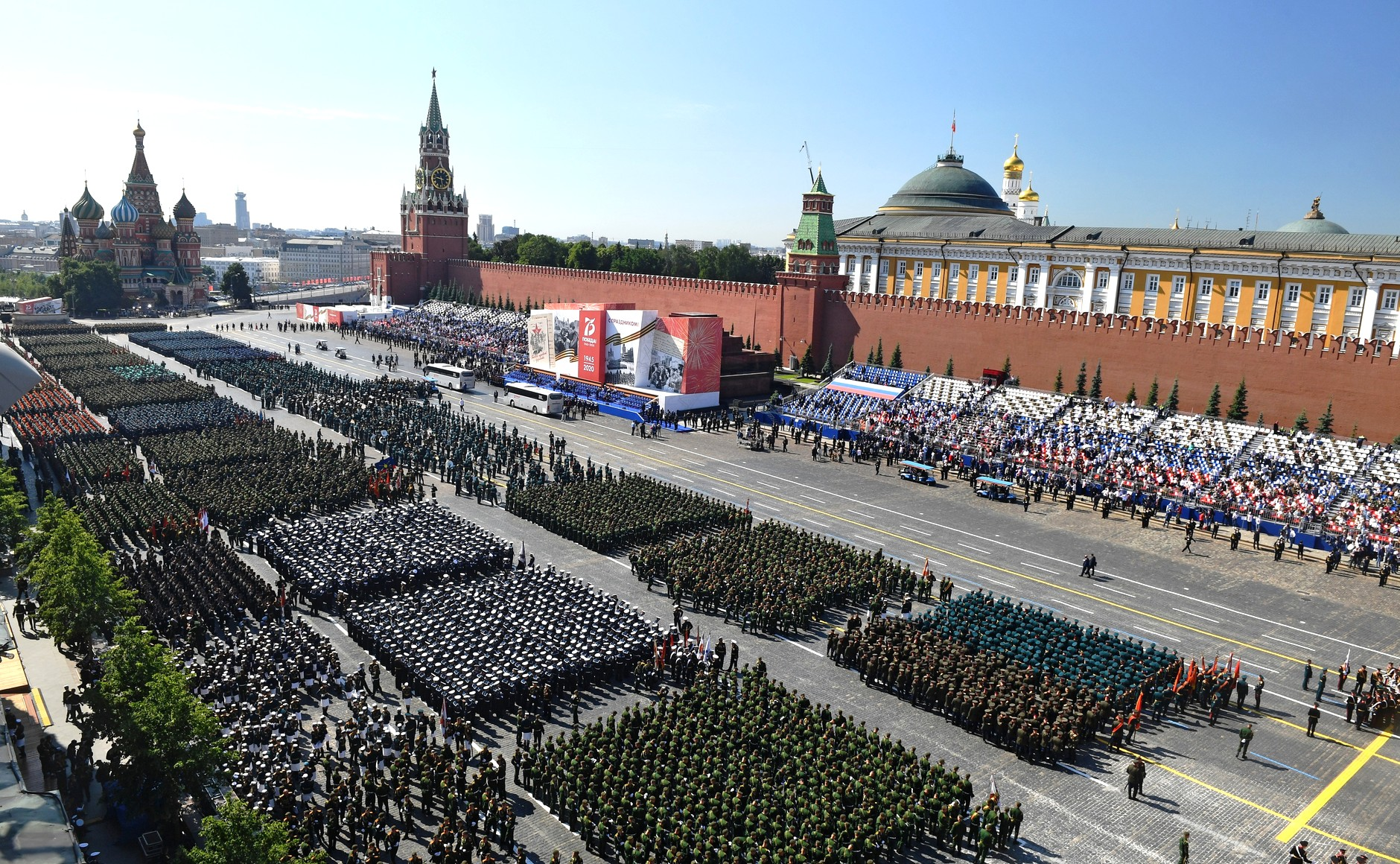
القوات قبل استعراض 2020، في 24 يونيو.

العرض العسكري ليوم النصر في موسكو ((بالروسية: Парад Победы в Москве)‏ هو العرض العسكري السنوي للقوات المسلحة الروسية في الساحة الحمراء في موسكو في 9 مايو خلال احتفالات يوم النصر. 
ويعتبر أهم عرض يقام في احتفالات يوم 9 مايو، ويقام في الميدان الأحمر بموسكو. ويحضره الرئيس الروسي ويلقي كلمة بصفته القائد الأعلى للقوات المسلحة الروسية.
ويقام العرض كإحياء لذكرى استسلام ألمانيا النازية للجيش الأحمر، إيذانا بنهاية الجبهة الشرقية في الحرب العالمية الثانية التي تعرف في روسيا باسم الحرب الوطنية العظمى.
ووفقًا لعالم الأنثروبولوجيا سيرجي أوشاكين، تهدف العروض العسكرية الحديثة إلى إظهار الارتباط المباشر والفوري بين الحاضر والماضي وتجسيد العلاقة بين الأجيال.
ووصف قائد العرض منذ فترة طويلة أوليج ساليوكوف هذه العروض بأنها «احتفال للناس وليس استعراضًا للعسكرة» في إشارة إلى اتهامات باستخدام العرض كإظهار للقوة العسكرية الروسية.

## التاريخ

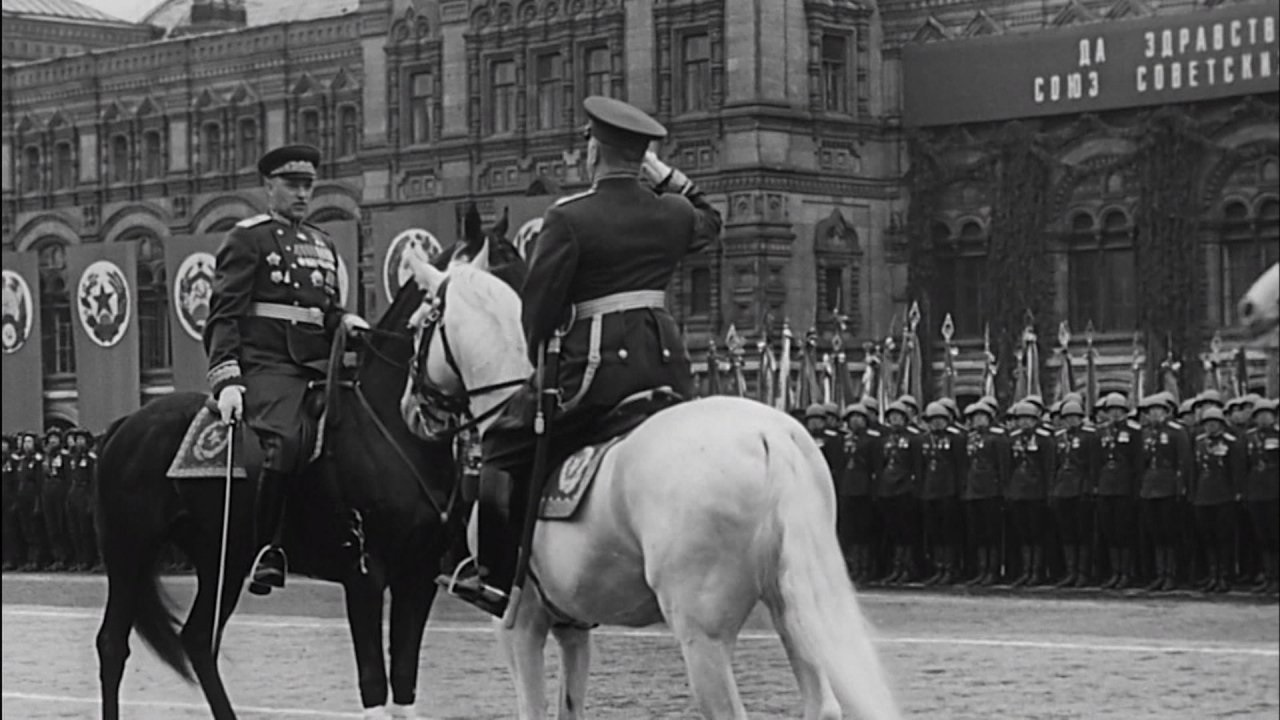
المارشال جورجي جوكوف يتلقى تقريرًا من المارشال كونستانتين روكوسوفسكي خلال العرض.

أقيم العرض العسكري الأول في 24 يونيو 1945، في الميدان الأحمر احتفالاً بهزيمة ألمانيا النازية، وشاركت فيه القوات المسلحة السوفيتية بالإضافة إلى مجموعة رمزية من العسكريين من الجيش البولندي الأول. وكان أطول وأكبر عرض في العاصمة السوفيتية، واستمر لساعات وشارك فيه 40 ألف جندي من الجيش الأحمر بالإضافة إلى 1850 مركبة عسكرية. وحدث ذلك بعد أكثر من شهر من الانتصار الذي حدث بالفعل في 9 مايو، يوم استسلام ألمانيا النازية.
وجرت الاستعدادات المكثفة للعرض في أواخر مايو وأوائل يونيو في موسكو. وجرت البروفة الأولية للعرض في خودينكا أيرودروم، والبروفات العامة في الميدان الأحمر في 22 يونيو. وفي اليوم التالي للعرض، أقيم حفل استقبال في قصر الكرملين الكبير تكريما للمشاركين في العرض. وبعد عرض عام 1945، أُهمل الاحتفال بيوم النصر في 9 مايو في الاتحاد السوفيتي، واستبدل بالعرض العسكري المقام في ذكرى يوم ثورة أكتوبر الذي كان يقام كل عام في الشتاء. وفي العقود التي تلت ذلك، أقيمت 3 عروض عسكرية: في 1965، 1985،   و 1990.  
لم يُقم العرض بين عامي 1991 و 1994، ويرجع ذلك جزئيًا إلى أن النائب الأول لرئيس الوزراء غينادي بوربوليس اعتبرها غير عملية بناءً على حالة البلاد في ذلك الوقت، لا سيما من حيث التكاليف والنفقات. وأقيم عرض يوم النصر عام 1995 لإحياء ذكرى اليوبيل الذهبي للنصر السوفييتي في الحرب. كان هذا هو الأول من نوعه الذي عقد في جمهورية الاتحاد الروسي، وقد أقيم بعد 5 سنوات من سقوط الاتحاد السوفيتي.
وقُسم العرض إلى جزأين، عرض عسكري كامل على تل بوكلونايا واحتفال قدامى المحاربين في الميدان الأحمر. وأُجل عرض عام 2020، بمناسبة الذكرى 75 للانتصار على ألمانيا النازية، بسبب وباء فيروس كورونا. 

## وصف العرض
في صباح يوم العرض، يتجمع ما يقدر بنحو 14000 فرد عسكري، منهم فوج من الطالبات، وفوج من الطلاب، مع الكتائب الأخرى، ومع أكثر من 210 مركبة و 3800 من أطقم المركبات التي تتجمع في شارع تفرسكايا شمال ميدان مانيجنايا في موسكو. وتوجد كتيبة أو سرية من مركبات الجيش الأحمر التاريخية، تقدر بنحو 36 مركبة وتتألف فقط من دبابات تي-34 و GAZ-67 و SU-100 بالإضافة إلى BM-13N بشكل اختياري (وقد تصل أعداد المركبات إلأى 480 عند حساب المركبات الأخرى للحرب التي ستشارك كما في مسيرات 1985 و 1990). وتتجمع تلك المركبات في الشارع بالإضافة إلى المعدات العسكرية الحديثة للقوات المسلحة والحرس الوطني (وأحيانا للمنظمات الرسمية الأخرى). ويتم تجميع أكثر من 88 طائرة مع أطقمها الجوية لقطاع الطيران في القواعد الجوية خارج موسكو (في مناطق مثل كوبينكا).
تبدأ الاحتفالات الساعة 9:55 صباحًا بتوقيت موسكو الرسمي مع وصول الرئيس ورئيس الوزراء الروسي إلى مدرج رئيسي أمام ضريح لينين. ويكون موجودا على هذا المدرج الرئيسي رئيس الأركان العامة للقوات المسلحة وقادة الأسلحة المختلفة ونواب الوزراء في وزارة الدفاع وقادة الوحدات المساندة في القوات المسلحة، إلى جانب قدامى المحاربين وعائلات المحاربين القدامى وممثلي مدرستي سوفوروف وناكيموف العسكريتين.
وعلى يسار ويمين المدرج توجد مدرجات جانبية التي يتجمع فيها المحاربون القدامى وعائلات المحاربين القدامى وأحفادهم وعائلات الأفراد الذين قتلوا في الخدمة العسكرية.
بين المدرج الرئيسي إلى الجنوب من المدرجات الجانبية، توجد فصيلتان الأولى من أفراد الجيش من فوج قيادة بريوبراجينسكي المستقلة رقم 154، بالزي العسكري ذي الطراز الإمبراطوري والفصيلة الثانية من الأفراد غير المسلحين من فوج الكرملين، وأفراد كل فصيلة تكون مهمتهم الوقوف على علامات محددة مسبقا على الجانب الغربي من الساحة المواجهة للكرملين، بجوار حاملي الطبول الإضافية من الفرقة العسكرية الموسيقية، وتكون مهمتهم تنظيم مسيرة المجموعات المارة لضبط إيقاعهم مع إيقاع الموسيقى العسكرية.
وفي الميدان، يتخذ قائد العرض (والذي يكون برتبة جنرال) مكانه في سيارة ليموزين مصفحة خاصة من طراز أوريوس سينات (وكانت في السابق من طراز زيل حتى 2018)، بعد أن يتلقى تقريرًا عن جاهزية القوات للعرض من قائد أكاديمية الأسلحة المشتركة.
في الثواني التي تسبق العرض، يقول المذيع جملة أصبحت تقليداً ثابتاً هي: «انتبهوا، هذه موسكو تتحدث وتعرض. استمعوا وشاهدوا الساحة الحمراء. هذا هو موكب النصر تكريما للذكرى السنوية للنصر في الحرب الوطنية العظمى 1941-1945!».
وبعد أن تدق أجراس برج سباسكايا في الكرملين يصدر عند الساعة 10 صباحاً، يأمر قائد العرض القوات الموجودة بتقديم التحية العسكرية، لحملة الأعلام من فرقة حرس الشرف الأولى التابعة لفوج قيادة بريوبراجينسكي المستقلة رقم 154، الذين يسيرون حاملين كلا من علم روسيا وراية النصر السوفيتية الحمراء، مع عزف موسيقى مارش الحرب المقدسة الذي تلعبه الفرقة الموسيقية العسكرية، ويسيرون عبر الميدان من أقصاه إلى أقصاه، ويمرون أمام القوات على يمينهم والحاضرين في المدرجات على يسارهم. وحين يقترب حملة الأعلام من المرور أمام المدرج الرئيسي الموجود به كل الشخصيات الهامة، يقومون بإدارة وجوههم وعيونهم للجانب الأيسر، ويعيدونها للوضع الطبيعي بعد اجتياز المدرج. ويصلون إلى الطرف الشمالي الغربي من الساحة المواجهة لمتحف الدولة التاريخي، ويقفون إلى جانب علم القوات المسلحة الروسية.
ثم يدخل وزير الدفاع (الذي عادة ما يكون جنرالا في الجيش) في سيارة ليموزين متجهاً إلى وسط الميدان الأقرب إلى المدرج الرئيسي، ويبلغه قائد العرض باستعداد القوات لبدء العرض. ويقول له قائد العرض التقرير بالكلمات التالية:
الرفيق وزير دفاع روسيا الاتحادية!
تم تجميع جميع قوات حامية موسكو المشاركة في العرض على شرف الذكرى السنوية (ويذكر الرقم) للنصر في الحرب الوطنية العظمى!
قائد الاستعراض (ويذكر الاسم والرتبة) 
وبعد استلام التقرير، وعلى نغمات الفرقة الموسيقية الضخمة، يتوجه الوزير وقائد العرض (في سياراتي الليموزين) لتفقد الفرق العسكرية المشاركة في العرض. وتتوقف السيارتان أمام فرق العرض بالترتيب، ويقوم الوزير بتوجيه تحية يوم النصر إلى الفرقة، ويردون بصوت عال «أورا» ثلاث مرات بقوة ليسمع كل من في الميدان. وبعد التحية الأخيرة، تعزف الفرقة الموسيقية الضخمة موسيقى «سلافسيا» وهي الأغنية الختامية لأوبرا «حياة من أجل القيصر» تأليف الموسيقى ميخائيل غلينكا، فيما يعود قائد العرض إلى مكانه، ويواصل الوزير المسير في سيارته حتى يصل إلى أمام المدرج الرئيسي، وسط صيحات مدوية من جميع القوات الموجودة «أورا»، ويترجل من السيارة، ويتخذ فيلق الطبول من كلية موسكو العسكرية للموسيقى مكانها خلف سيارة قائد العرض بقيادة قائد الكلية وحملة أعلام الكلية.
وتُؤمر قوات العرض باتخاذ وضعية الاستراحة، بعد أن يبلغ وزير الدفاع الرئيس بأن القوات جاهزة للعرض، بعد أن مر على كل المجموعات شخصيا. وفي مسيرات عام 1965 و 1985 و 1990، كانت سيارات الليموزين (أي قائد العرض والوزير) تقوم بالتفتيش على المركبات وطواقمها الموجودة في ميدان مانيجنايا، كتقليد للعرض الأصلي في عام 1945.. وبعد أن يلقي وزير الدفاع تقريره أمام الرئيس ويصافحه، يقوم الرئيس بإلقاء كلمة للأمة، يسبقها عزف لموسيقى «أبواق موسكو» لغوفوفين، ثم يتبعها لحظة صمت، ثم كلمة الرئيس، وهذا يعتبر تقليداً منذ عام 2015، كتمهيد لخطاب الرئيس.
وعندما ينتهي الرئيس من الخطاب، يقول «أورا» وتصيح خلفه جميع القوات الموجودة في العرض «أورا» ثلاث مرات. وتعزف الفرقة الموسيقيةالنشيد الوطني لروسيا، وتقوم فرقة مدفعية بإطلاق 21 طلقة تحية من مدافع إم 1972 (زي إس 3) عيار 76 مم. وفي العقد الأول من القرن الحادي والعشرين، لم تكن إحدى الفرق الموسيقية تعزف النشيد الرسمي، وكان الجنود يغنون الثلاث سطور من النشيد. وفي عام 2009، قام وزير الدفاع أناتولي سيرديوكوف بتغيير هذا، قائلاً إنه بسبب الطبيعة الصوتية للساحة الحمراء، لن يغني الجنود النشيد بأصواتهم، وسيكتفى بعزف الفرقة الموسيقية للنشيد الوطني، قائلاً إن «أصوات الجندي سيبتلعها صدى الصوت». ومع انتهاء النشيد، تعزف الفرقة الموسيقية صوت تراجع بينما يقوم حرس الشرف بتحية السلاح، ويأمر قائد العرض قوات العرض بالطريقة التالية:
أيها العرض... انتباه! فلتبدأ المسيرة الاحتفالية!
لتتشكل الكتائب! ليتخذ عساكر الخط أماكنهم! الكتيبة الأولى ستبقى في اليمين والباقي.. يساراً.. استدر!
الأسلحة.. للأمام!
ويُعطى الأمر لعساكر الخط باتخاذ أماكنهم، وكذلك عساكر تحديد الميدان لاتخاذ مواقعهم في الطرف الجنوبي للميدان. وينهي قائد العرض أوامره بجملة «العيون إلى اليمين، إلى الأمام، سريعا سر». ويقوم فيلق الطبول التابع لكلية موسكو العسكرية للموسيقى، كما هو متعارف عليه منذ عام 1938، بالسير في المقدمة على موسيقى «الجنرال ميلورادوفيتش» وهي موسيقى ألفها الجنرال فاليري خليلوف أحد خريجي الكلية المتأخرين، وهو أحد أقدم مديري الموسيقى في الفرقة الموسيقية العسكرية، وقائدا للفرق الموسيقية الضخمة لمنطقة موسكو من عام 2002 إلى 2016، ويعزف تلك الموسيقى حاملوا الطبول وعازفوا الصفارات. وعندما تبدأ الفرقة الموسيقية في العزف، يتوقف فيلق الطبول عن العزف بإشارة من قائد الفيلق، ويقوم حاملوا الطبول بأرجحة عصي الطبول على الجهة اليمنى.
ويأتي خلف فيلق الطبول، حملة الأعلام، وخلفهم (في العروض العسكري في اليوبيلات) حملة الأعلام الخاصة بالجبهات المشاركة في العرض الأول في عام 1945، يرتدون الزي الأصلي من تلك الفترة. ثم مجموعة من فوج الكرملين بالإضافة إلى عدد من الوحدات الدولية. ويتبع ذلك بقية مجموعات القوات المشاركة في العرض، بدءًا من مجموعات الشباب وأكاديمية الأسلحة المشتركة، من بين القوات الأخرى.
وينتهي الطابور الأساسي من القوات، حين تعزف الفرق الموسيقية موسيقى «يوم النصر» أو «هيا بنا»، مع مرور مجموعة مدرسة موسكو للقيادة العسكرية العليا، وقد بدأ هذا التقليد من عرض اليوبيل الذهبي لثورة أكتوبر لعام 1967 كإحياء لذكرى أهمية المدرسة كأول مدرسة للضباط العسكرين يتم تأسيسها في روسيا الحديثة، وكانت آخر مرة يجري ذلك التقليد في العرض العسكري ليوم النصر في عام 1985 (كتيبتان من فيلق طلاب المدرسة تسيران تخليدا لذكرى الطلاب العسكريين الذين قاتلوا في معركة موسكو عام 1941).
ومع اكتمال مرور القوات العسكرية، تتوقف الفرق الموسيقية عن العزف عند إشارة قائد الفرقة الموسيقية، لإفساح المجال لمرور المركبات العسكرية، وتتحرك الفرقة الموسيقية إلى الخلف حتى واجهة متجر «غام»، مع وجود قسمين من فيق الطبول على كلا جانبي الفرقة الموسيقية الرئيسية، في وضع يشبه تشكيل الفرقة الموسيقي في مسيرات الميدان الأحمر في الخمسينيات والستينيات.
يبدأ طابور المركبات بالمركبات التاريخية في سنوات اليوبيل. وفي الذكرى السنوية العادية يبدأ بدبابة قتالية متوسطة من طراز T-34/85، حاملةً راية النصر الحمراء وتقود طابورًا من عشرات المركبات والمعدات العسكرية. وتعزف الفرقة الموسيقية موسيقى مناسبة لطابور المركبات المار أمام المدرجات في الميدان، ويقوم قادة الأطقم وقادة الوحدات بأداء تحية باليد.
وبعد نهاية طابور المركبات، تحلق عشرات الطائرات من سلاح الجو في سماء الميدان، وتُرفع أعلام الفروع الثلاثة للقوات المسلحة، ثم تسير الفرق الموسيقية العسكرية عازفةً مارش «أفيا» الذي يعتبر إشارة إلى الانتهاء الرسمي للعرض.

### معرض لمراحل العرض
- الفوج المشترك لقوات الفضاء الروسية في عرض عسكري.
- برج سباسكايا
- حملة علم روسيا وراية النصر الحمراء
- تقرير العرض يلقيه قائد العرض أمام وزير الدفاع
- وزير الدفاع يتفقد القوات المشاركة
- فوج من قيادة بريوبراجينسكي المستقلة رقم 154
- أكاديمية الأسلحة المشتركة تتقدم طابور القوات الأساسي
- طابور المركبات
- الطائرات
- الفرق الموسيقية العسكرية
- الرئيس بوتين يحيي قادة تشكيلات العرض العسكري.
- الرئيس بوتين (في الوسط) والجنرال شويغو (في اليسار) والجنرال ساليوكوف (في اليمين) يسيرون إلى قبر الجندي المجهول.
- مراسم وضع إكليل الزهور على قبر الجندي المجهول.

### الترتيب الكامل للقوات المشاركة
ترتيب مرور القوات المشاركة في العرض العسكري، منذ عرض عام 2010، بالطريقة التالية حيث تمر أمام كبار الشخصيات:
- فيلق الطبول، كلية الموسيقى العسكرية في موسكو
- حرس الشرف وحمة الأعلام من فوج قيادة بريوبراجينسكي المستقلة رقم 154
- وحدات الشباب
  - مدارس سورفوروف وناخيموف العسكرية
  - الطلاب العسكريين من كليات القوات المسلحة والمؤسسات الرسمية الأخرى
  - حركة الوطنية للطلاب العسكريين الشباب (التابعة لوزارة الدفاع الروسية) - منطقة موسكو، (يقودهم رئيس الكلية) وتضم طالبات إناث من فيلق الطلاب العسكريين في المدرسة الوطنية في موسكو
- الفوج المشترك للقوات البرية الروسية
- الفوج المشترك لقوات الفضاء الروسية
- الفوج المشترك للبحرية الروسية
- فوج الطالبات من أكاديميات القوات المسلحة (ابتداء من عام 2016 ككتيبة، وتوسعت إلى فوج كامل عام 2017)
- قوات الصواريخ الاستراتيجية
- قوات الإنزال الجوي الروسية
- القوات العسكرية الأخرى (على سبيل المثال الشرطة العسكرية، أكاديمية الحماية الوطنية، قوات السكك الحديدية الروسية)
- القوات النظامية المنتسبة من:
  - وزارة الطوارئ الروسية
  - دائرة الحدود التابعة لدائرة الأمن الفيدرالية
  - قسم أهداف العمليات المنفصلة التابع لقيادة قوات الحرس الوطني من قوات الحرس الوطني الروسي
  - شرطة روسيا
- القوات العسكرية لجيش الدبابات الأول بالمنطقة العسكرية الغربية
- مدرسة موسكو للقيادة العسكرية العليا السوفيت الأعلى لروسيا

### التحضيرات
تبدأ الاستعدادات المبكرة للعرض في الشهرين الأخيرين من العام السابق.  وفي هذه المراحل المبكرة، يناقش المنظمون في وزارة الدفاع حجم العرض، والوحدات / المعدات العسكرية المشاركة، والتفاضيل الإضافية في سنوات اليوبيل مثل دعوة القوات الأجنبية. وخلال تلك الفترة، يقوم المشاركون المنتظمون بممارسة التدريبات الروتينية من وحداتهم الأصلية في مواقع مختلفة. وتبدأ بروفات العرض الكامل في شهر مارس في مركز تدريب في قرية ألابينو الواقعة في محافظة موسكو. ويقوم المشاركون في العرض، في الزي الرسمي، بإجراء بروفة كاملة للعرض بأكبر شكل ممكن من الإتقان. وفي الأسبوع الأخير من أبريل، تُنقل البروفات إلى الميدان الأحمر، حيث يتم إجراؤها في المساء.
ويبدأ التحضير لجزء الطائرات في مطار كوبينكا. وفي بعض الحالات، يتم التدرب على تحليق الطائرات فقط بدون أي طوابير للقوات أو المركبات. عادةً ما تتم البروفة النهائية بالزي الرسمي الكامل المخصص للعرض قبل 2-3 أيام من العرض الفعلي، وعادةً ما يتم بثها مباشرةً على قنوات إعلامية مثل «روبتلي».

## التقاليد والإضافات الحديثة

### طوابير متعددة
شهد عام 2008 عودة إلى التقاليد بالإضافة إلى إعادة تنظيم العرض ليلائم العصر الحديث. ولأول مرة، ظهر طابور للمركبات في العرض العسكري ليوم النصر في الاتحاد الروسي، في عودة إلى التقليد الذي شوهد آخر مرة في عام 1991، وأُهمل في عام 1995. والسبب في إهمالها هو إعادة بناء البوابة والكنيسة الأيبيرية، التي دمرت في الأصل لتحقيق الغرض الأساسي المتمثل في إفساح المجال للدبابات خلال الطابور المتحرك في العرض. وفي نفس العام، نُفذ عرض جوي، وأصبح أيضًا أول عرض عسكري روسي كبير يتم مشاهدته على شاشات التلفزيون في جميع أنحاء العالم عندما بثت قناة روسيا اليوم بثًا مباشرًا للعرض لأول مرة.

### مقدم الحفل
بداية من عام 2007، تم اعتماد فكرة التعليق الصوتي على الحفل في الساحة الحمراء أثناء العرض. وواضع الفكرة أساساً هو الرئيس بوتين في عام 2005، حيث رأى أن الناس لم يُعطوا أسماء الوحدات العسكرية في العرض، وهو امتياز لا يُمنح إلا للضيوف الكبار الذين يحصلون على كتيب. وبعد تجربة التعليق الحي، تقرر بعد عامين أنه سيتم استخدام الصوت المسجل للتعليق على العرض من أجل مواكبة تحرك التشكيلات في ساحة الميدان، وأصبح ذلك جزءا أساسيا في العرض منذ ذلك الوقت. ومن 2007 إلى 2020، كان صوت التعليق لفنان الشعب الروسي يفغيني خوروشيفتسيف، وهو خريج المعهد الروسي لفنون المسرح وكذلك مذيع الأحداث البروتوكولية لرئيس الاتحاد الروسي. ويقع كشك التعليق الصوتي في المدرجات، في الأعلى. ومنذ عام 2021، كان المعلق الصوتي هو أنطون سونتسوف. 

### سيارات العرض
استخدمت السيارات (التي يركبها قائد العرض ووزير الدفاع) في العروض العسكرية لأول مرة في الميدان الأحمر في عام 1940. وفي العرض الأخير قبل الحرب، كان طابور المركبات المدرعة بقيادة سيارة من طراز «فايتون زي إس 102» والتي كانت عبارة عن سيارة ليموزين معدلة لتكون بلا سقف. في ذلك الوقت، كان الاقتراح هو التغيير من الخيول إلى السيارات، والذي عارضه ستالين بشدة، قائلاً «دعونا لا نغير التقليد الجيد للجيش السوفيتي».
لذلك، ركب المارشال جوكوف حصانا اسمه أيدول. وحلت السيارات محل الخيول في المسيرات العسكرية عام 1953، وهو عام وفاة ستالين. وكانت السيارة الرئيسية آنذاك من طراز «زي إس 110 بي»، والتي تم تطويرها أثناء الحرب. وفي موسكو، شاركت السيارة المكشوفة في المسيرات حتى عام 1980 واستخدمت أيضًا في العرض في سانت بطرسبرغ حتى عام 2008.
وفي عام 1981، استخدمت سيارات من طراز «زيل 115 في»، حيث تم بناء ثلاث سيارات مكشوفة في مصنع ليخاتشيف للمشاركة في العرض العسكري. وقد شاركت تلك السيارات الثلاث في العروض العسكرية (بما في ذلك العرض العسكري ليوم النصر) في الساحة الحمراء حتى عام 2009. وفي عام 2019، تم استبدال تلك السيارات بسيارات مصفحة مكشوفة خاصة من طراز أوروس سينات. 
وقد كلف بقيادة تلك السيارات شخصين من قاعدة السيارات رقم 147.

### الطابور التاريخي
في سنوات اليوبيل على وجه الخصوص، يشارك طابور تاريخي من القوات في العرض. وصمم للتذكير بالقوات وبالزي الرسمي من حقبة الحرب. وفي عام 2005، ارتدى الطابور التاريخي زيًا متماثلًا مماثلًا لتلك التي تم ارتداؤها في موكب النصر عام 1945.

#### ترتيب مسيرة القوات من الطابور التاريخي في مسيرات اليوبيل الكبرى (الترتيب اعتبارًا من 2005 و 2015 و 2020)
- مشاة الجيش الأحمر
- قوات الدبابات
- سلاح المدفعية
- التشكيلات الهندسية
- الاستطلاع وتشكيلات الكوماندوز
- وحدات K-9 من المفوضية الشعبية للشؤون الداخلية
- القوات الجوية السوفيتية
- البحرية السوفيتية
- المحاربون في أزياء القتال
- حرس الحدود
- عناصر الميليشيا
- كوبان ودون قوزاق
- الجنود الذين شاركوا في موكب النصر عام 1945
- سرب الفرسان الأول، كتيبة مرافقة الفرسان الرئاسية، فوج الكرملين

### كؤوس التحدي
في عام 2021، أقيم حفل تقديم كؤوس التحدي لأفضل المشاركين في العرض العسكري بقاعة المجلس العسكري للقيادة العامة للقوات البرية. تم تقديم الجوائز في 9 ترشيحات: 
- أفضل طاقم عرض
- أفضل مجموعة من طاقم العرض
- أفضل طاقم عرض من مؤسسات التعليم العسكري العالي التابعة لوزارة الدفاع الروسية
- أفضل طاقم استعراضي للمنظمات التعليمية ما قبل الجامعية
- أفضل طاقم استعراضي من التشكيلات والوحدات العسكرية للقوات المسلحة لروسيا الاتحادية
- أفضل طاقم استعراض لوزارات وإدارات الاتحاد الروسي
- أفضل طاقم عرض من الإناث العسكريين
- أفضل طاقم عرض لطابور ميكانيكي
- أفضل طاقم عرض آلي

بالإضافة إلى ذلك، تم منح كؤوس مختلفة لطاقم العرض من «يونارمية» والسرية الثانية من الإناث. ومن المقرر أن يقام هذا الحفل سنويًا ويتم الاحتفاظ بكؤوس التحدي بشكل دائم في مكتب القائد العسكري في موسكو. 

### الجوانب الأخرى
منذ أغسطس 2010، عندما تم الكشف عن أيقونة «منقذ سمولينسك» وأعيد وضعها فوق البرج، كان على وزير الدفاع، إذا كان يحمل رتبة عسكرية، أن يخلع غطاء رأسه ويرسم علامة الصليب على صدره، قبل تفتيش القوات خلال جميع العروض العسكرية ليوم النصر.
وحملت كل من الوحدات، منذ عام 1996، الأعلام العسكرية التاريخية لعام 1942 (الجيش الأحمر والقوات الجوية السوفيتية وقوات الحدود والشرطة والميليشيات الشعبية) وأعلام 1932/1944 (البحرية السوفيتية) على رأس تشكيلاتها، تكريما للملايين ممن خدموا في الجيش وفي هيئات إنفاذ القانون في الاتحاد السوفياتي السابق خلال الحرب العالمية الثانية. في عام 2018، شارك فوج قيادة بريبراجينسكي المستقلة رقم 154 في أداء تدريبي، وشارك في الجزء الأخير من العرض جنبًا إلى جنب مع طابور من حملة الطبول من كلية الموسيقى العسكرية في موسكو لأول مرة منذ عام 2007 في عودة إلى التقليد الذي بدأ في عرض عام 2001. وأعيد ذلك التقليد تكريما للذكرى المئوية لتأسيس الجيش الأحمر عام 1918. ومنذ عرض الذكرى الستين، أقيم حفل وضع إكليل من الزهور بعد العرض مباشرة في قبر الجندي المجهول، مع عرض مصغر للهيئات الرسمية وحرس الشرف.

## الفرق الموسيقية الضخمة
حوالي 1100 من العازفين تحت إشراف كبير مديري الموسيقى في هيئة الفرقة الموسيقية العسكرية للقوات المسلحة الروسية (وهو منصب يُمنح إما لكولونيل أو ضابط برتبة عامة)، يعتبرون جزءا أساسيا من العرض. ويكونون عادة ما بين 15 و40 فرقة مستعدة للمشاركة في العرض. وتضم الفرقة المجمعة أكثر من 40 فرقة من موسكو وسانت بطرسبرغ وفلاديفوستوك وكالينينغراد وكوستروما.  عادةً ما تتكون الفرق الموسيقية الضخمة مكونة من: 
- فرقة المقر لمنطقة موسكو العسكرية
- الفرقة العسكرية المركزية التابعة لوزارة الدفاع الروسية
- فرقة المقر للحرس الوطني لروسيا
- فرقة شعبة دزيرجينسكي [35]
- فرقة البحرية المركزية لروسيا
- فرقة كونسرفتوار موسكو العسكري، الجامعة العسكرية التابعة لوزارة الدفاع في الاتحاد الروسي
- فرقة المقر الرئيسي لوزارة الطوارئ الروسية
- فرقة من أكاديمية الأسلحة المشتركة للقوات المسلحة للاتحاد الروسي
- فرقة من الجامعة التكنولوجية العسكرية
- فرقة أكاديمية بيتر العسكرية الكبرى للقوات الصاروخية ذات الأهمية الاستراتيجية
- فرقة حراس تامانسكايا الخامسة. لواء البندقية الآلية «ميخائيل كالينين»
- فرقة اللواء الرابع لحرس كانتيمير المدرع «يوري أندروبوف»
- فرقة من لواء البنادق الآلية رقم 27
- فرقة جوكوفسكي - أكاديمية غاغارين للقوات الجوية
- فرقة المقر لقوات الإنزال الجوي الروسية
- فرقة من قاعدة السيارات 147 التابعة لوزارة الدفاع [36]

وفي نهاية العام، يتم وضع البرنامج الموسيقي التقليدي مع قادة الفرق العسكرية الذين سيشاركون في عرض الذكرى. ولكل قطعة، يتم شرح ماذا وأين يجب التركيز أثناء الأداء. 

### القطع الموسيقية المستخدمة
1. مارش فوج بريوبراجينسكي
2. الحرب المقدسة
3. مارس الانتصار المهيب
4. المارش البطيء لمدراس الضباط
5. مارش الانتصار البطيء
6. سلافسيا
7. أبواق عرض موسكو
8. إشارة النهاية
9. مارش الجنرال ميلورادوفيتش
10. مارش العاصمة
11. انتصار الفائزين
12. وداعا من سلافيانكا
13. أنشودة جندي
14. مارش المدافعين عن موسكو
15. مارش ليفورت
16. دفاعاً عن الوطن
17. دفاعا عن السلام
18. مارش المعركة
19. المارش الجوي
20. 14 دقيقة حتى الإطلاق
21. فارياغ
22. مارش ليننغراد
23. سيفاستبول الأسطورية
24. الطاقم هو عائلة واحدة
25. مارش جنود المدفعية
26. نحتاج فقط انتصارا واحدا
27. أغنية الشباب المحذر
28. نحن جيش الشعب
29. مارش كانت
30. خدمة روسيا
31. مارش الانتصار
32. مارش الرياضة
33. مارش مدرسة ناخيموف البحرية
34. هيا نذهب
35. المارش الانتصاري
36. سلام إلى موسكو
37. ثلاثة جنود دبابة
38. مارش جنود الدبابات السوفييت
39. مارش جنود الدبابة
40. كاتيوشا
41. مالايا زيمليا
42. فلتحيا دولتنا طويلا
43. الطائرات قبل كل شيء
44. حان وقت الذهاب إلى الطريق
45. الوطن الأم
46. أغنية الجيش السوفيتي

وتعزف العديد من تلك القطع لتناسب المجموعة العسكرية التي تعبر وقت عزفها. وتصل مدة عزف الفرق الموسيقية في العرض العسكرية حوالي أربعين دقيقة، ويعزفون دون نوتة موسيقية.

## الوجود الأجنبي

### الضيوف
تعتبر دعوة القادة الأجانب إلى العرض تقليدا معمولا به في سنوات اليوبيل، منذ عام 1995، باستثناء عام 2000.
- 1965 – رئيس وزراء ألمانيا الشرقية فيلي شتوف [39]
- 1995 – الرئيس الأمريكي بيل كلينتون وزوجته هيلاري كلينتون
- 2005 – الرئيس الأمريكي جورج بوش الابن - والرئيس الفرنسي جاك شيراك والمستشار الألماني غيرهارد شرودر ورئيس وزراء إيطاليا برلسكوني ورئيس وزراء اليابان
- 2016 – رئيس كازاخستان نور سلطان نزارباييف
- 2017 – رئيس مولدوفا إيغور دودون
- 2018 – رئيس الوزراء الإسرائيلي بنيامين نتنياهو والرئيس الصربي ألكسندر فوتشيتش [40] [41] [42]
- 2021 – الرئيس الطاجيكي امام علي رحمن

### القوات الأجنبية
في العرض الأول في عام 1945، كانت فرقة الأعلام للجيش البولندي الأول هي الوحدة الأجنبية الوحيدة التي تمت دعوتها إلى الاحتفال. في عام 1985، شارك قدامى المحاربين في الجيش الشعبي البولندي (فرقة المشاة الأولى البولندية) والجيش الشعبي التشيكوسلوفاكي (الفيلق الأول التشيكوسلوفاكي) في موكب قدامى المحاربين في العرض.
في عام 2010، دعا الرئيس ديمتري ميدفيديف القوات الأجنبية إلى العرض العسكري لأول مرة منذ سقوط الاتحاد السوفياتي، وشمل وحدات عسكرية دول متحالفة مع الاتحاد السوفيتي خلال الحرب العالمية الثانية. وشمل التمثيل في العرض وحدات من فرنسا وبولندا والمملكة المتحدة والولايات المتحدة وأعضاء آخرين في كومنولث الدول المستقلة. وبناء على طلب من وزارة الدفاع في تركمانستان، قاد الكتيبة التركمانية ضابط على ظهور الخيل، حيث تم نقل الحصان إلى موسكو من عشق أباد.
بعد توقف لمدة 5 سنوات، شهد موكب اليوبيل البلاتيني في عام 2015 عودة الوحدات من رابطة الدول المستقلة (باستثناء مولدوفا وأوكرانيا) وشهدت المشاركين في العرض من وحدة الحرس الصربي  كتيبة حرس الشرف في حامية العاصمة بكين، حرس الشرف المنغولي، وجزر غرينادي. وشهد موكب 2020 عودة جميع المشاركين في استعراض عام 2015 (مع تمثيل معظم دول ما بعد الاتحاد السوفيتي بوحدات مختلفة) وكذلك عودة تركمانستان ومولدوفا، اللتين عادت جيوشهما بعد 10 سنوات. تألفت الكتيبة التركمانية في موكب 2020 من اثنين من الحراس الملونين (أحدهما يحمل علم تركمانستان والآخر يحمل العلم القتالي لفوج المشاة 748) يركبان سيارتين من طراز GAZ-M20 <i id="mwAz0">بوبيدا</i> تم جلبهما من العاصمة التركمانية.
 

## روابط خارجية
- الموقع الرسمي للعرض العسكري في موسكو 2019
- الموقع الرسمي للعرض العسكري في موسكو الجوي 2020
- صور بانورامية 360 درجة للعرض في تقنية QuickTime VR

الصور ومقاطع الفيديو
- تاريخ العروض العسكرية في الفيلم الوثائقي المربع الأحمر История военных парадов
- (لقطات RAW) موكب البروفة - يوم النصر 1999
- بروفات ألابينو
- арадные расчеты СНГ на Параде Победы в Москве